# Ramat Awiw
Ramat Aviv (hebr. רמת אביב; Wiosenne Wzgórza) – osiedle mieszkaniowe w Tel Awiwie, znajdujące się na terenie Dzielnicy Pierwszej.

## Nazwa
Nazwę Ramat Awiw noszą w Tel Awiwie cztery osiedla: Ramat Awiw Hajeruka (również Ramat Awiw Alef lub w skrócie Ramat Awiw), Newe Awiwim (również Ramat Awiw Bet), Ramat Awiw Gimel oraz Ramat Awiw ha-Chadasza.

## Położenie
Osiedle leży na nadmorskiej równinie Szaron, nad Morzem Śródziemnym. Jest położone w północnej części aglomeracji miejskiej Tel Awiwu, na północ od rzeki Jarkon. Północną granicę wyznacza ulica Einsteina, za którą znajduje się osiedle Newe Awiwim. Wschodnią i południową granicę stanowi ulica Haim Levanon, za którą znajdują się Kampus Uniwersytetu Telawiwskiego i Kirjat ha-Muze’onim. Natomiast zachodnią granicę wyznacza droga ekspresowa nr 2, za którą znajduje się osiedle Tochnit Lamed.

## Środowisko naturalne
Osiedle powstało na nadmorskich wydmach i nieużytkach rolniczych, położonych na północ od zabudowy miejskiej Tel Awiwu.

## Historia
Pierwotnie w miejscu tym znajdowały się pola uprawne niewielkiej arabskiej wioski Al-Shaykh Muwannis (arab. الشيخ موّنس). Większość mieszkańców wsi było członkami arabskiej rodziny Abu Kishk, która wyemigrowała do Brytyjskiego Mandatu Palestyny z Egiptu w połowie XX wieku. Populacja wioski żyła w przyjaznych stosunkach z Żydami. Doszło jednak do kilku incydentów. Na przykład w 1946 trzech arabskich mieszkańców wsi zgwałciło żydowską dziewczynę. W trakcie procesu sądowego, członkowie żydowskiej organizacji Hagana postrzelili jednego ze sprawców gwałtu, a drugiego porwali i wykastrowali.
Podczas wojny domowej w Mandacie Palestyny mieszkańcy wsi otrzymali gwarancję bezpieczeństwa ze strony żydowskiej Hagany, w zamian za obietnicę niewpuszczenia do wsi żołnierzy Arabskiej Armii Wyzwoleńczej. Pomimo to, członkowie żydowskich oddziałów Irgun i Lechi porwali 12 marca 1948 kilku ważnych mieszkańców wsi. Dalszy wzrost napięcia spowodował, że mieszkańcy zaczęli opuszczać wieś. W dniu 23 marca Hagana doprowadziła do uwolnienia porwanych Arabów, jednak mieszkańcy wsi kontynuowali opuszczanie swoich domów. Po całkowitym opuszczeniu wioski, tereny te zostały przyłączone do Tel Awiwu.
Budowa osiedla Ramat Awiw rozpoczęła się w latach 50. XX wieku. Jego ranga wzrosła po 1963, kiedy podjęto decyzję o przeniesieniu tutaj Uniwersytetu Telawiwskiego.

## Polityka
Przy centrum handlowym Ramat Aviv Mall znajdują się ambasady Norwegii i Finlandii.

## Architektura
Jest to zamożna podmiejska dzielnica, nieoficjalnie traktowana czasami jako oddzielne miasto. Obok domów jednorodzinnych znajdują się tutaj także budynki wielorodzinne wybudowane z „wielkiej płyty”.

## Edukacja i nauka
W osiedlu znajdują się szkoły podstawowe: Ilanot, Alummot i Aran. Jest tu także Alliance High School, oferująca wyższe wykształcenie w ramach Otwartego Uniwersytetu Izraela.
W północno-wschodniej części osiedla znajdują się akademiki studentów z Uniwersytetu Tel Awiwu.

## Sport i rekreacja
W południowej części osiedla znajduje się kryta pływalnia, a w środkowej korty tenisowe.

## Gospodarka

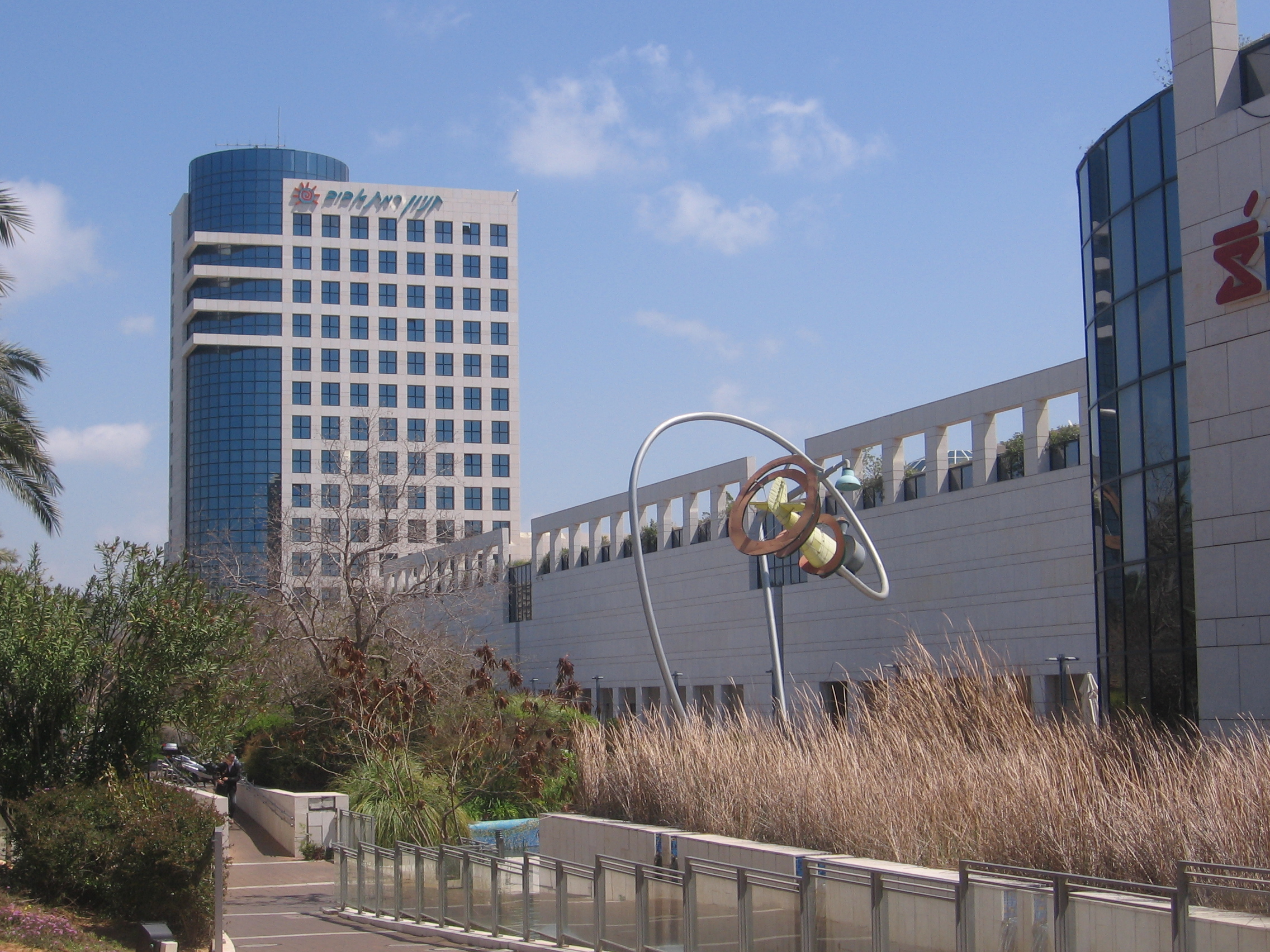
Ramat Aviv Mall

W północnej części osiedla znajduje się centrum handlowe Ramat Aviv Mall, uznawane za jedno z najbardziej luksusowych centrów handlowych w Izraelu. Na powierzchni 80 tys. m² znajduje się około 120 sklepów, kawiarni, restauracji i kilka sal kinowych. W 15-piętrowym wieżowcu (58 metrów wysokości) swoje siedziby mają liczne firmy biznesowe, między innymi: Danya Cebus Ltd., Africa Israel Investments Ltd., Aluton Products Ltd., ESL – Eng. S. Lustig Consulting Engineers Ltd., H.R.V.A.C Consulting Engineering Co. Ltd..

## Infrastruktura
Przy centrum handlowym Ramat Aviv Mall znajduje się nowoczesne prywatne Centrum Medyczne Ramat Aviv. W osiedlu jest także apteka i urząd pocztowy.

## Transport
Przez zachodnią część osiedla przechodzi droga ekspresowa nr 2  (Tel Awiw-Netanja-Hajfa), natomiast ulicą Rokah można dojechać do położonej na wschodzie autostrady nr 20  (Ayalon Highway).
Na zachód od osiedla znajduje się krajowy port lotniczy Sede Dow.